# 1982 NBA Draft
1982 NBA Draft – National Basketball Association Draft, który odbył się 29 czerwca 1982 w Nowym Jorku.

## Legenda
Pogrubiona czcionka – wybór do All-NBA Team.
|  | - występ w NBA All-Star Game. |

Gwiazdka (*) – członkowie Basketball Hall of Fame.

## Runda pierwsza
| Nr | Zawodnik                | Narodowość        | Drużyna NBA            | College/Drużyna              |
| -- | ----------------------- | ----------------- | ---------------------- | ---------------------------- |
| 1  | James Worthy* (SF)      | Stany Zjednoczone | Los Angeles Lakers     | University of North Carolina |
| 2  | Terry Cummings (SF)     | Stany Zjednoczone | San Diego Clippers     | DePaul University            |
| 3  | Dominique Wilkins* (SF) | Stany Zjednoczone | Utah Jazz              | University of Georgia        |
| 4  | Bill Garnett (SF)       | Stany Zjednoczone | Dallas Mavericks       | University of Wyoming        |
| 5  | LaSalle Thompson (C)    | Stany Zjednoczone | Kansas City Kings      | University of Texas          |
| 6  | Trent Tucker (SG)       | Stany Zjednoczone | New York Knicks        | University of Minnesota      |
| 7  | Quintin Dailey (SG)     | Stany Zjednoczone | Chicago Bulls          | University of San Francisco  |
| 8  | Clark Kellogg (PF)      | Stany Zjednoczone | Indiana Pacers         | Ohio State University        |
| 9  | Cliff Levingston (PF)   | Stany Zjednoczone | Detroit Pistons        | Wichita State University     |
| 10 | Keith Edmonson (SG)     | Stany Zjednoczone | Atlanta Hawks          | Purdue University            |
| 11 | Lafayette Lever         | Stany Zjednoczone | Portland Trail Blazers | Arizona State University     |
| 12 | John Bagley (PG)        | Stany Zjednoczone | Cleveland Cavaliers    | Boston College               |
| 13 | Sleepy Floyd (SG)       | Stany Zjednoczone | New Jersey Nets        | University of Georgetown     |
| 14 | Lester Conner (PG)      | Stany Zjednoczone | Golden State Warriors  | Oregon State University      |
| 15 | David Thirdkill (SF)    | Stany Zjednoczone | Phoenix Suns           | Bradley University           |
| 16 | Terry Teagle (SG)       | Stany Zjednoczone | Houston Rockets        | Baylor University            |
| 17 | Brook Steppe (SG)       | Stany Zjednoczone | Kansas City Kings      | Georgia Tech University      |
| 18 | Ricky Pierce (SG)       | Stany Zjednoczone | Detroit Pistons        | Rice University              |
| 19 | Rob Williams (PG)       | Stany Zjednoczone | Denver Nuggets         | University of Houston        |
| 20 | Paul Pressey (SF)       | Stany Zjednoczone | Milwaukee Bucks        | Tulsa University             |
| 21 | Eddie Phillips (SF)     | Stany Zjednoczone | New Jersey Nets        | University of Alabama        |
| 22 | Mark McNamara (C)       | Stany Zjednoczone | Philadelphia 76ers     | University of California     |
| 23 | Darren Tillis (C)       | Stany Zjednoczone | Boston Celtics         | Cleveland State University   |

Gracze spoza pierwszej rundy tego draftu, którzy wyróżnili się w czasie gry w NBA to: Craig Hodges, Mark Eaton.